# Jože Poklukar
Jože Poklukar (Jesenice, 30 gennaio 1973) è un ex sciatore nordico sloveno attivo sia nello sci di fondo sia nel biathlon, specialità nella quale colse i migliori risultati.
È fratello gemello di Matjaž, a sua volta biatleta di alto livello.

## Biografia
In Coppa del Mondo di biathlon ottenne il primo risultato di rilievo il 23 gennaio 1993 ad Anterselva (75°) e l'unico podio il 9 marzo 1997 a Nagano (3°). Nel fondo in campo internazionale prese parte per lo più a circuiti minori; in Coppa del Mondo di sci di fondo prese il via una sola volta, il 26 ottobre 2002 a Düsseldorf (49°).
In carriera prese parte a due edizioni dei Giochi olimpici invernali gareggiando nel biathlon, Lillehammer 1994 (59° nella sprint) e Nagano 1998 (16° nella sprint, 12° nella staffetta), e a tre dei Campionati mondiali di biathlon (5º nella gara a squadre a Osrblie 1997 il miglior risultato).

## Palmarès

### Biathlon

#### Coppa del Mondo
- Miglior piazzamento in classifica generale: 52º nel 1998
- 1 podio (a squadre[2]):
  - 1 terzo posto